# Matt Groening
Matt Abram Groening (ur. 15 lutego 1954 w Portland, w stanie Oregon, USA) – amerykański twórca filmów animowanych, producent telewizyjny i pisarz.
Stworzył seriale Simpsonowie i Futurama. W sierpniu 2018 roku na platformie Netflix miał premierę nowy serial Groeninga, Rozczarowani, w oryginale Disenchantment.